# Karl Burian (Offizier)
Karl Burian (* 4. August 1896 in Wien; † 13. März 1944 ebenda) war ein österreichischer Offizier. Als legitimistischer Widerstandskämpfer verlor er sein Leben im Kampf gegen den Nationalsozialismus.

## Leben
Karl Burian absolvierte die Kadettenschule in Mährisch Weißkirchen und wurde als Leutnant zum k.u.k. Dragonerregiment Nr. 11 ausgemustert. Im Ersten Weltkrieg diente er als jüngster Leutnant der Monarchie im k.u.k. Dragonerregiment Nr. 8. Von 1916 bis 1917 war er in russischer Gefangenschaft. Nach dem Kriege studierte er in Wien Philosophie und war 1922 Mitbegründer des Corps der Ottonen Wien. Seine habsburgische Haltung sollte sein Wirken ab 1933 bestimmen.
Am Bürgerkrieg 1934 war er als Mitglied des Freiwilligen Schutzkorpsregiments Nr. 4 beteiligt. Im Jahre 1936 wurde er als Vertragsbediensteter und 1937 als Offizier der Sonderdienste im Bundesheer wieder eingestellt, und zum Oberleutnant ernannt. Nach dem „Anschluss“ Österreichs 1938 in die Wehrmacht als E-Offizier übernommen, wurde er im August 1938 zum Hauptmann befördert. Seither war er bei der Wehrersatzinspektion in Wien tätig. Er suchte als Monarchist Gleichgesinnte, wurde aber verraten und am 13. Oktober 1938 verhaftet. Er blieb fünf Jahre in Untersuchungshaft und wurde schließlich nach absurden Spionagebeschuldigungen am 9. Dezember 1943 wegen Widerstandes gegen das Deutsche Reich zum Tode verurteilt und am 13. März 1944 (dem 6. Jahrestag des deutschen Einmarsches in Österreich) hingerichtet.

## Widerstand gegen den Nationalsozialismus
Burian glaubte nicht daran, dass sich das nationalsozialistische Regime in Österreich halten könne und verfolgte weiterhin legitimistische Bestrebungen. Über einen Ottonencorpsbruder, der 1938 nach Paris ausgewandert war, wurde Burian von Otto von Habsburg mit dem Aufbau einer legitimistischen Vereinigung und Widerstandsgruppe in Wien beauftragt. Sie hieß nach seinem Corps auch Widerstandsgruppe des Corps Ottonen, nannte sich aber auch Zentralkomitee der monarchistischen Bewegungen. Diese Gruppe rekrutierte sich v. a. aus legitimistischen Gesinnungsgenossen und Corpsstudenten. Über die Ausweitung der Tätigkeit der Gruppe in Brünn und Prag wurde regelmäßig Otto von Habsburg informiert. Burian plante anhand der von Karl Friediger stammenden Hauspläne einen Sprengstoffanschlag auf die Gestapo-Zentrale in Wien, das ehemalige Hotel Métropole.
Am 13. Oktober 1938 wurde Burian – nachdem er von seinem angeblichen Kameraden Josef Materna bei der Gestapo angezeigt wurde – verhaftet, als er einen Kurier mit Nachricht von Habsburg erwartete. Nach über fünfjähriger Untersuchungshaft fand vor einem Außensenat des Berliner Volksgerichtshofes im Wiener Straflandesgericht eine dreitägige Hauptverhandlung gegen Burian und sechs Mitangeklagte (davon vier Wiener Ottonen) statt, die mit seinem Todesurteil sowie langjährigen Zuchthausstrafen für die übrigen Mitangeklagten endete. Laut Anklage hatte er sich schuldig gemacht, eine legitimistische Organisation aufgebaut zu haben, die dem Zweck der gewaltsamen Lostrennung der Ostmark vom Deutschen Reich und die Errichtung einer alle früheren österreichischen Gebietsteile umfassenden Monarchie unter Otto von Habsburg dienen sollte. Die Härte des Urteils wurde unter anderem in der Stellung Burians als Wehrmachtsoffizier begründet sowie der Anschuldigung, Hochverrat systematisch und organisatorisch vorbereitet und Landesverrat begangen zu haben. Die Mitangeklagten wurden zu mehrjährigen Zuchthausstrafen verurteilt (beispielsweise 8 Jahre Zuchthaus für Ludwig Krausz-Wienner), Burians Corpsbruder Erwin Drahozwal konnte sich einer Verhaftung entziehen. Die Vollstreckung des Urteils gegen Burian fand am 13. März 1944 im Landesgericht Wien durch Enthauptung statt. Seinem Wahlspruch Kaiser und Reich hat er bis zu seinem Ende die Treue gehalten.
Mithäftlinge berichten, dass sich Burian bereits während der Untersuchungshaft seiner Verurteilung zum Tode sicher war und scheinbar berührte ihn diese Aussicht wenig. Er wird als heiterer, humorvoller und abgeklärter Häftling geschildert. Er hatte immer zwei Anliegen, erstens die Zukunft Österreichs und des Donauraumes und zweitens das Corps der Ottonen als kaisertreue Widerstandsbewegung.

## Einige Mitglieder der Gruppe Burian
Karl Burian, Erwin Drahozwal, Karl Friediger ("Feidel"), Ludwig Krausz-Wienner, Julius Kretschmer, Josef Krinninger, Josef Wotypka

## Andenken
- 1977 wurde Burian posthum das Ehrenzeichen für Verdienste um die Befreiung Österreichs verliehen.[11]
- Das Bundesheer der zweiten Republik ehrte ihn gemeinsam mit seinem ebenfalls von den Nazis ermordeten Kameraden Oberstleutnant Franz Heckenast durch die Umbenennung des Amtsgebäude Schwenkgasse in Wien in Kommandogebäude Heckenast-Burian.